# Rhacochelifer subsimilis
Espèce
Rhacochelifer subsimilis est une espèce de pseudoscorpions de la famille des Cheliferidae.

## Distribution
Cette espèce se rencontre dans les Adrar des Ifoghas en Algérie et au Mali.

## Publication originale
- Vachon, 1940 : Voyage en A.O.F. de L. Berland et J. Millot. IV. Pseudoscorpions. Deuxième note. Bulletin de la Société Zoologique de France, vol. 65, p. 62-72.